# IEEE
IEEE, plným názvem Institute of Electrical and Electronics Engineers, je mezinárodní nezisková profesní organizace, usilující o vzestup technologie související s elektrotechnikou. Tento institut čítá nejvíce členů technické profese ve světě, a to přes 360 000 ve 175 zemích. Sídlo má v USA ve státě New Jersey.

## Historie
IEEE je zapsáno ve státu New Jersey, United States. Bylo vytvořeno roku 1963 sloučením Institute of Radio Engineers (IRE, založen 1912) a American Institute of Electrical Engineers (AIEE, založen 1884).
Hlavními zájmy AIEE byly drátové komunikace (telegrafní a telefonní) a elektrické sítě. IRE se týkalo hlavně radiotechniky a vytvořilo se ze dvou menších organizací – Society of Wireless and Telegraph Engineers a Wireless Institute. Se vzestupem elektroniky ve třicátých letech se elektroinženýři obvykle stávali členy IRE, používání elektronek se ale natolik rozšířilo, že bylo obtížné rozpoznat hranice v oblasti techniky rozlišující IRE od AIEE. Po 2. světové válce si tyto dvě organizace stále více konkurovaly, takže se je jejich vedení rozhodla roku 1961 spojit. Tyto dvě organizace byly formálně sloučeny v IEEE 1. ledna 1963.
Mezi významné představitele IEEE a jeho zakládajících organizací patří:
- Elihu Thomson (AIEE, 1889–1890)
- Alexander Graham Bell (AIEE, 1891–1892)
- Charles Proteus Steinmetz (AIEE, 1901–1902)
- Lee De Forest (IRE, 1930)
- Frederick E. Terman (IRE, 1941)
- William R. Hewlett (IRE, 1954)
- Ernst Weber (IRE, 1959; IEEE, 1963)
- Ivan Getting (IEEE, 1978)

Současnými prezidenty (2021) jsou Susan "Kathy" Land jako prezident a K. J. Ray Liu jako nově zvolený prezident pro IEEE a Katherine J. Duncan pro IEEE-USA.

## IEEE v Česku
Na našem území vyvíjí IEEE činnost od roku 1992 prostřednictvím Československé sekce IEEE. Jejím prvým předsedou byl Vratislav Štěpař, současným předsedou (2021) je Matej Pacha. Československá sekce pořádá řadu konferencí a vydává časopis Slaboproudý obzor.

## Přehled
Stanovy IEEE formulují cíle organizace jako “vědecké a vzdělávací, směřující k pokroku v oblasti teorie a praxe, v elektrotechnice, elektronice, komunikacích a výpočetní technice, stejně jako v informatice a příbuzných odvětvích techniky a souvisejících vědních oborech”. IEEE je leadrem ve vývoji průmyslových standardů (má vyvinuto přes 900 platných průmyslových standardů) v rozsáhlé řadě disciplín, zahrnujících elektrickou energii, lékařské technologie, zdravotní péči, informační technologie, telekomunikace, spotřebitelskou elektroniku, dopravu, letectví a nanotechnologie. IEEE vyvinul a podílel se na
vzdělávacích aktivitách jako třeba schválení elektrotechnických programů v institutech vyššího vzdělávání. Je také sponzorem nebo spolupořadatelem více než 300 mezinárodních technických konferencí každý rok. Vydává řadu špičkových vědeckých časopisů (např. IEEE Transactions on Microwave Theory and Technique).
IEEE má dvojí pomocnou strukturu (oblastní a technickou) s organizačními celky založenými na geografii (například sekce IEEE ve Philadelphii) a technickém zaměření (například IEEE Computer Society). To řídí oddělenou organizační jednotku IEEE-USA s doporučením politiků a realizací programů ve prospěch členů (tj. veřejnost ve Spojených státech). IEEE sestává z 39 spolků s více než 300 místními organizacemi, které se pravidelně scházejí. IEEE Standards Association (IEEE-SA) má na starosti standardizační aktivity IEEE.
Existuje sedm kroků standardizačního nastavení procesu (do zdárného ukončení je potřeba obvykle 18 měsíců):
- zajištění sponzorů
- zažádání o autorizaci projektu
- sestavení pracovní skupiny
- návrh standardů
- tajné hlasování (je potřeba ¾ většiny)
- zhodnocení komise
- finální volba

## Standardy a standardizačně-vývojový proces IEEE
IEEE je jedna z předních standardizačně-vývojových organizací na světě. Vykonává vývojové a údržbové funkce, a to skrze IEEE Standards Association (IEEE-SA). V roce 2005 IEEE uzavřelo na devět set platných standardů, s pěti sty standardy ve vývoji. Jedním z důležitých standardů IEEE je skupina standardů IEEE 802 LAN/WAN, která zahrnuje IEEE 802.3 Ethernet a IEEE 802.11 Wireless Networking standardy.
Vývoj standardizačních procesů IEEE může být rozdělen do sedmi následujících kroků:
1. Zajištění sponzorů: Organizace, schválená institutem IEEE, musí sponzorovat standard. Sponzorující organizace má na starost koordinaci a dohled nad vývojem standardu od začátku do konce. Profesionální společnosti uvnitř IEEE slouží jako přirozený sponzor pro mnoho standardů.
2. Požadavek autorizace projektu (PAR): K obdržení autorizace pro standard je nutno zažádat IEEE-SA Standards Board (výbor pro standardy). Komise pro nové standardy (New Standards Committee – NesCom) z IEEE-SA Standard Board posoudí požadavek autorizace projektu (PAR) a vydá doporučení o jejím schválení výboru pro standardy.
3. Po schválení požadavku autorizace je pracovní skupina sestavena pro vývoj standardu. IEEE-SA dohlíží na to, aby všechny pracovní schůzky skupin byly veřejné a aby na nich měl každý právo účasti a příspěvku.
4. Návrh standardů: Pracovní skupina připraví koncept navrhovaného standardu. Zpravidla návrh doprovází manuál standardizačního způsobu IEEE, který nastaví “pokyn” pro klauzule a formát dokumentu standardu.
5. Tajné hlasování: Jakmile je návrh standardu v pracovní skupině dokončen, je předložen ke schválení v tajné volbě. Oddělení standardů IEEE pošle pozvánku k volbě každému, kdo vyjádřil zájem o věcnou stránku standardu. IEEE požaduje pro schválení návrhu standardu alespoň 75% většinu kladných hlasů. Když návrh neprojde, je vrácen k přepracování.
6. Zhodnocení komise: Po obdržení 75% doporučení je předložen návrh standardu dál spolu s poznámkami (voličů tajné volby) instituci IEEE-SA Standards Board Review Committee (RevCom). RevCom recenzují navržený koncept standardu proti IEEE-SA Standards Board Bylaws a dohody obsažené v IEEE-SA Standards Board Operations Manual. RevCom poté podá doporučení, zda schválit předložený návrh standardizačního dokumentu.
7. Finální volba: Každý člen IEEE-SA Standards Board umístí konečný hlas na předložený standardizační dokument. K získání konečného schválení standardu je potřeba většina hlasů Standardizačního výboru. Obvykle když RevCom doporučí schválení standardu, standardizační výbor jej uzná.